# William Lygon (1er comte Beauchamp)
William Lygon, 1er comte Beauchamp (25 juillet 1747-21 octobre 1816), connu sous le nom de Lord Beauchamp de Powyke entre 1806 et 1815, est un homme politique britannique.

## Jeunesse
Lygon est le fils de Reginald Lygon (à l'origine Reginald Pyndar), de Madresfield Court, Worcestershire, fils de Reginald Pyndar et Margaret Lygon, fille de William Lygon, de Madresfield Court, un descendant de Richard Lygon, de Madresfield Court, époux d'Anne Beauchamp (d. 1535), deuxième fille et cohéritière de Richard Beauchamp, 2e baron Beauchamp ("de Powyk"). Sa mère est Susanna Hanmer, fille de William Hanmer, de Bettisfield, Flintshire. Son père prend le nom de famille de Lygon en héritant des domaines Lygon de son grand-père maternel. Il fait ses études à Christ Church, Oxford.

## Parlement
Il est élu député du Worcestershire en 1775, siège qu'il occupe jusqu'en 1806   lorsqu'il est élevé à la pairie en tant que baron Beauchamp de Powyke, dans le comté de Worcester. Il est créé vicomte Elmley, dans le comté de Gloucester, et comte Beauchamp en 1815.

## Mariage
Lord Beauchamp épouse Catherine Denn, fille de James Denn, en 1780. Ils ont plusieurs enfants, dont deux généraux de l'armée britannique, Henry Lygon (4e comte Beauchamp) et Edward Pyndar Lygon. Il meurt subitement à St James's Square, Londres, en octobre 1816, à l'âge de 69 ans, et est remplacé comme comte par son fils aîné, William. La comtesse Beauchamp est décédée en mars 1844.